# Moe Howard
Moe Howard, nato Moses Harry Horwitz (Brooklyn, 19 giugno 1897 – Los Angeles, 4 maggio 1975), è stato un attore e comico statunitense.
È conosciuto come membro de I tre marmittoni (The Three Stooges).

## Biografia
Nato a Brooklyn, la sua famiglia aveva origini ebraiche-lituane. Era il quarto di cinque figli.
Lui, insieme al fratello Shemp Howard (Samuel Horwitz), nel 1922 diede vita a un duo che poi, con l'ingresso di Larry Fine (Louis Feinberg) nel 1928 divenne il trio noto come The Three Stooges (I tre marmittoni). Nel 1930 Shemp, nei primi anni del cinema sonoro, fu sostituito da un altro fratello Howard, ovvero Curly Howard (Jerome Lester Horwitz).
L'acconciatura "a scodella" di Moe Howard divenne il suo marchio di fabbrica.
Durante la sua attività, il gruppo "The Three Stooges", composto da tre artisti ma in totale da sei attori nel corso degli anni, collaborò con la Columbia Pictures realizzando 190 cortometraggi in cui Moe è riconosciuto come uno dei protagonisti principali. Nel corso della sua carriera, durata sei decenni, è apparso anche in circa 250 tra film e corti.
Morì nel 1975 all'età di 77 anni.

## Filmografia
- The Eddie Cantor Comedy Theater – serie TV, episodio 1x26 (1955)